# Go easy 0.5

Go Easy 0.5는 2010년에 버벌진트가 발매한 EP로 2011년 초에 발매될 Go Easy의 전초격 적인 음반이다. 타이틀 곡은 〈약속해 약속해〉이며, 이 곡을 제외한 나머지 세 곡은 버벌진트의 보컬 곡이다.

## 수록곡
1. 약속해 약속해 (Feat. G.NA)
2. 기름같은걸끼얹나 (Feat. deb & Beenzino)
3. 우아한년 (Feat. 상추 Of Mighty Mouth)
4. 약속해 약속해 (Inst.)
5. 기름같은걸끼얹나 (Inst.)
6. 우아한년 (Inst.)
7. 크리스마스를부탁해